# 1875
1875. је била проста година.

## Догађаји

### Мај
- 20. мај — Представници седамнаест држава су потписали конвенцију о метру којом је основана институција за координирање међународне метрологије и развој метарског система.

### Јул
- 5. јул — Невесињска пушка устанак против османске власти у Херцеговини почео је нападом чете хајдучког харамбаше Пера Тунгуза на турски караван на Ћетној пољани, на путу Мостар—Невесиње.

### Септембар
- 10. септембар — Битка код Гашнице

## Рођења

### Април
- 8. април — Алберт I од Белгије, белгијски краљ

### Мај
- 25. мај — Теодор Тарановски, руски историчар и правник
- 29. мај — Светозар Ћоровић, српски књижевник († 1919)

### Јун
- 6. јун — Томас Ман, немачки књижевник

- 8. јул — Арчибалд Рајс, швајцарски криминолог.

### Септембар
- 19. новембар — Хајрам Бингам, амерички археолог. († 1956).

### Децембар
- 12. децембар — Герд фон Рундштет, немачки фелдмаршал
- 19. децембар — Милева Марић Ајнштајн, српска математичарка. († 1948)
- 24. децембар — Ото Ендер, аустријски политичар. († 1960)

## Смрти

### Март
- 10. март — Светозар Марковић, српски политичар

### Јун
- 10. јун — Јован Грчић Миленко, српски песник и доктор медицине. (* 1846)
- 29. јун — Фердинанд I од Аустрије, цар Аустрије

### Јул
- 23. јул — Ајзак Мерит Сингер, амерички изумитељ и глумац. (* 1811)
- 31. јул — Ендру Џонсон, 17. председник САД. (* 1808)

### Август
- 4. август — Ханс Кристијан Андерсен, дански књижевник

### Непознат датум
- Википедија:Непознат датум — Светолик Савић, српски бициклиста. (†1944)